# Masevaux-Niederbruck
Masevaux-Niederbruck [mazvo nidəʁbʁyk]  est, depuis le 1er janvier 2016, une commune nouvelle française située dans l'aire d'attraction de Mulhouse et faisant partie de la collectivité européenne d'Alsace (circonscription administrative du Haut-Rhin), en région Grand Est. Elle est issue du regroupement des deux communes de Masevaux et Niederbruck. Cette fusion a été officialisée par l'arrêté du 22 décembre 2015.

## Géographie
Masevaux et Niederbruck sont des communes membres du parc naturel régional des Ballons des Vosges.
Le territoire communal repose sur le bassin houiller stéphanien sous-vosgien.
| Sickert                                                                                    |                             | Bourbach-le-Haut   |
| Kirchberg                                                                                  | Masevaux-Niederbruck        | Lauw               |
| Lamadeleine-Val-des-Anges Territoire de Belfort Rougemont-le-Château Territoire de Belfort | Leval Territoire de Belfort | Le Haut-Soultzbach |

### Hydrographie

#### Réseau hydrographique
La commune est traversée par la ligne de partage des eaux entre les bassins versants du Rhin et de la Saône au sein respectivement du bassin Rhin-Meuse et du bassin Rhône-Méditerranée-Corse. Elle est drainée par la Doller, le Bourbach, le Hahnenbaechle, le ruisseau de Bruckenwald, le Glasenbach, le Grambaecht, le Villerbach, le ruisseau l'Odiliabach et le ruisseau Thallungrunzbach,,.
La Doller, d'une longueur de 46 km, prend sa source dans la commune de Dolleren et se jette  dans l'Ill à Mulhouse, après avoir traversé 17 communes. Les caractéristiques hydrologiques de la Doller sont données par la station hydrologique située sur la commune de Kirchberg. Le débit moyen mensuel est de 2,53 m3/s. Le débit moyen journalier maximum est de 47,3 m3/s, atteint lors de la crue du 14 novembre 2023. Le débit instantané maximal est quant à lui de 70,4 m3/s, atteint le même jour.

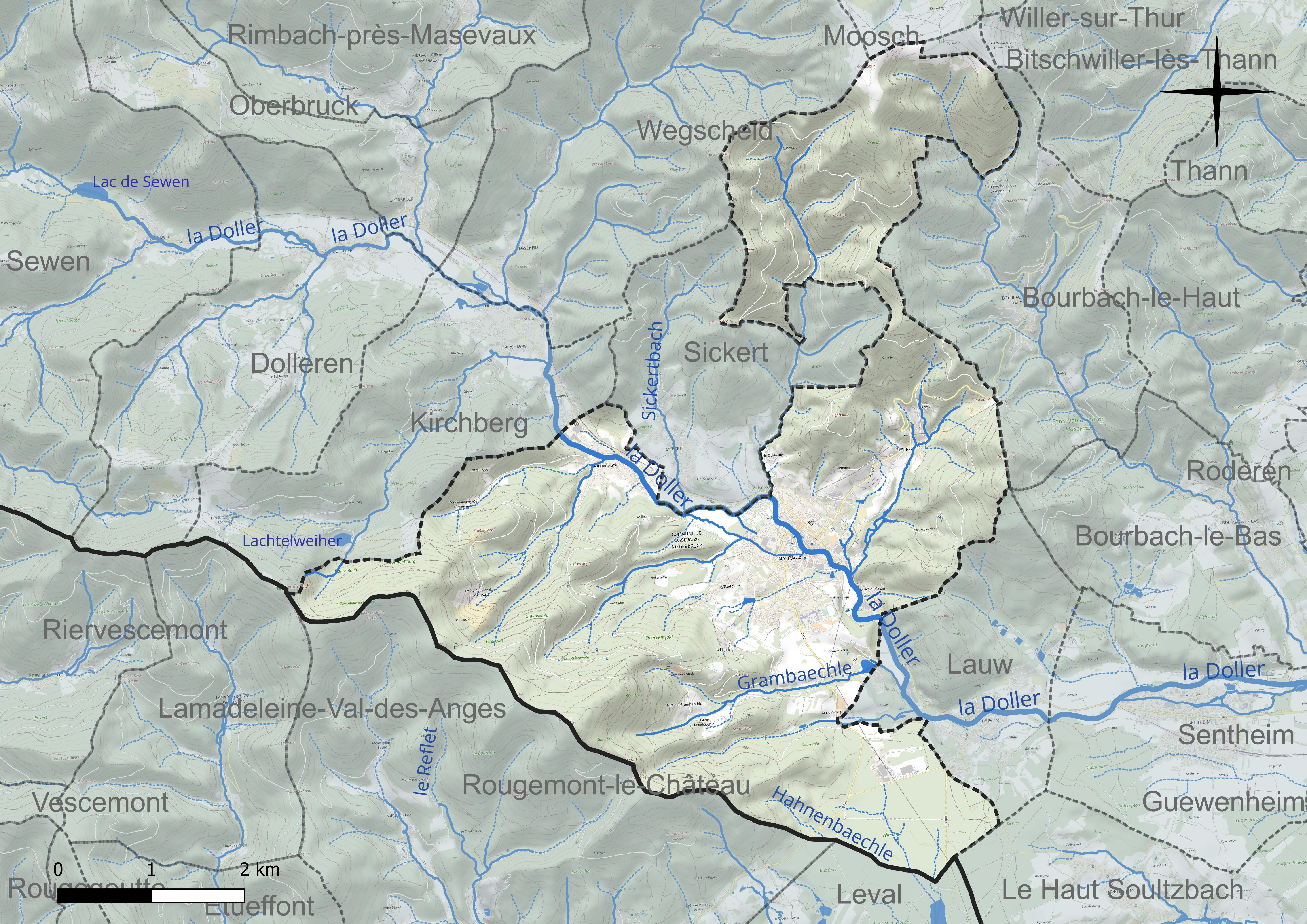
Réseau hydrographique de Masevaux-Niederbruck.

Un plan d'eau complète le réseau hydrographique : le lac Bleu, d'une superficie totale de 1,5 ha (1,5 ha sur la commune),.

#### Gestion et qualité des eaux
Le territoire communal est couvert par le schéma d'aménagement et de gestion des eaux (SAGE) « Doller ». Ce document de planification concerne le bassin versant de la Doller dont le territoire s’étend sur 280 km2. Il a été approuvé le 15 janvier 2020. La structure porteuse de l'élaboration et de la mise en œuvre est le syndicat mixte « Rivières de Haute-Alsace ». 
La qualité des cours d’eau peut être consultée sur un site dédié géré par les agences de l’eau et l’Agence française pour la biodiversité. 

### Climat
Pour des articles plus généraux, voir Climat du Grand Est et Climat du Haut-Rhin.
En 2010, le climat de la commune est de type climat de montagne, selon une étude du Centre national de la recherche scientifique s'appuyant sur une série de données couvrant la période 1971-2000. En 2020, Météo-France publie une typologie des climats de la France métropolitaine dans laquelle la commune est exposée à un climat semi-continental et est dans la région climatique  Vosges, caractérisée par une pluviométrie très élevée (1 500 à 2 000 mm/an) en toutes saisons et un hiver rude (moins de 1 °C). 
Pour la période 1971-2000, la température annuelle moyenne est de 9,7 °C, avec une amplitude thermique annuelle de 17,1 °C. Le cumul annuel moyen de précipitations est de 1 227 mm, avec 11,5 jours de précipitations en janvier et 10,7 jours en juillet. Pour la période 1991-2020, la température moyenne annuelle observée sur la station météorologique de Météo-France la plus proche, « Sewen - Lac Alfeld_sapc », sur la commune de Sewen à 8 km à vol d'oiseau, est de 10,0 °C et le cumul annuel moyen de précipitations est de 2 282,3 mm. 
La température maximale relevée sur cette station est de 37,2 °C, atteinte le 24 juillet 2019 ; la température minimale est de −21 °C, atteinte le 12 janvier 1987,,. 
Les paramètres climatiques de la commune ont été estimés pour le milieu du siècle (2041-2070) selon différents scénarios d'émission de gaz à effet de serre à partir des nouvelles projections climatiques de référence DRIAS-2020. Ils sont consultables sur un site dédié publié par Météo-France en novembre 2022.

## Urbanisme

### Typologie
Au 1er janvier 2024, Masevaux-Niederbruck est catégorisée bourg rural, selon la nouvelle grille communale de densité à sept niveaux définie par l'Insee en 2022.
Elle appartient à l'unité urbaine de Masevaux-Niederbruck, une unité urbaine monocommunale constituant une ville isolée,. Par ailleurs la commune fait partie de l'aire d'attraction de Mulhouse, dont elle est une commune de la couronne,. Cette aire, qui regroupe 132 communes, est catégorisée dans les aires de 200 000 à moins de 700 000 habitants,.

## Politique et administration

### Administration municipale
| Période        | Période     | Identité        | Étiquette | Qualité |
| -------------- | ----------- | --------------- | --------- | --- |
| 7 janvier 2016 | 23 mai 2020 | Laurent Lerch   | UDI       | Gérant de société Conseiller général de Masevaux (2011 → 2015) Président de la CC de la Vallée de la Doller et du Soultzbach (2014 → 2020) Président du Pays Thur Doller (2016 → 2018) Maire de Masevaux (2008 → 2015) |
| 23 mai 2020    | En cours    | Maxime Beltzung | LR        | Ancien attaché parlementaire Conseiller d'Alsace (2021 → ) 3e vice-président de la CC de la Vallée de la Doller et du Soultzbach (2020 → )                                                                             |

Jusqu'aux prochaines élections municipales de 2020, le conseil municipal de la nouvelle commune est constitué de l'ensemble des conseillers municipaux des anciennes communes.
| Nom              | Code Insee | Intercommunalité                             | Superficie (km2) | Population (dernière pop. légale) | Densité (hab./km2) |
| ---------------- | ---------- | -------------------------------------------- | ---------------- | --------------------------------- | ------------------ |
| Masevaux (siège) | 68201      | CC de la Vallée de la Doller et du Soultzach | 23,21            | 3 343 (2013)                      | 144                |
| Niederbruck      | 68233      | CC de la Vallée de la Doller et du Soultzach | 3,78             | 454 (2013)                        | 120                |

## Culture locale et patrimoine

### Lieux et monuments

#### Masevaux
- Église Saint-Martin[33],[34]. On y trouvait les orgues les plus importantes d'Alsace, détruites par un incendie en 1966. Les grandes orgues Kern[35] ont été construites en remplacement des orgues historiques Callinet détruites. La sonnerie de l'église comporte actuellement 5 cloches et est l'une des plus belles d'Alsace. Quatre cloches de 1969 coulées par Schilling (Heidelberg), un bourdon Lab2 de 5 070 kg, Do3, Mib3, Lab3 ainsi qu'une cloche plus ancienne Fa3 en provenance d'Oranie (Algérie)[36],[37] ;
- Temple de protestants[38] et son orgue d'Heinrich Koulen de 1894[39] ;
- Les monuments commémoratifs[40],[41] ;
- Bâtiment du cercle Saint-Martin (route Joffre). Haut lieu théâtral avec le spectacle du Jeu de la Passion du Christ, donné en langue allemande, tous les ans, les 5 dimanches précédent Pâques ;

- Théâtre de la Grange[42] ;
- Bains municipaux[43] ;

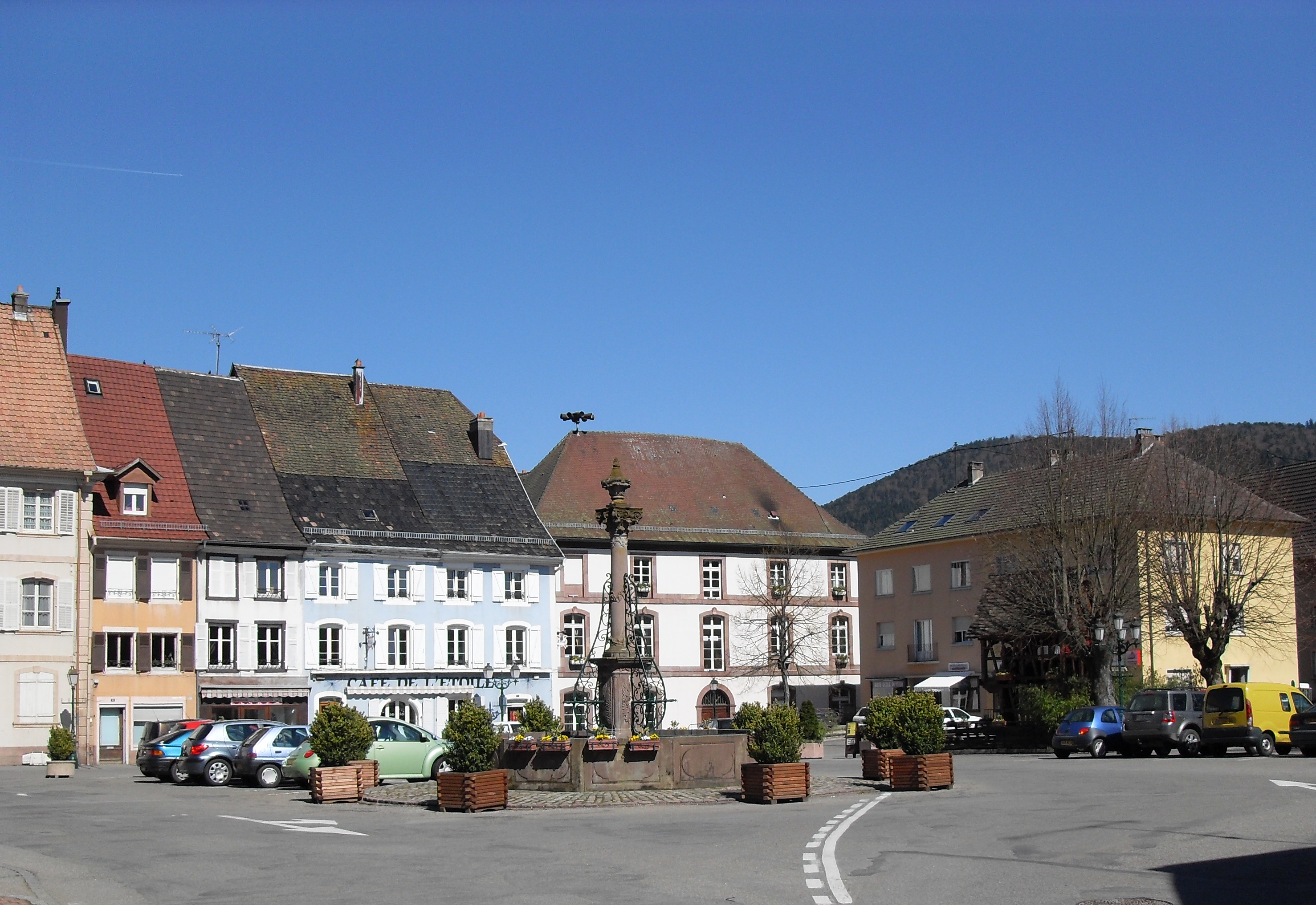
La Place des Alliés.

- Cours du Chapitre et abbaye[44],[45] ;
- Fortification d'agglomération[46] ;
- Château du Schimmel ;
- Statue de sainte Odile[47] ;
- Maison de Noël[48] ;
- Moulin[49] ;
- Halle aux blés[50] ;
- Place Gayardon (références aux anciens seigneurs) ;
- Les fontaines :
  - La Fontaine de la placette du 60e Anniversaire[51],
  - La Fontaine de la place des Alliés[52],[53],[54],
  - La Fontaine aux Dauphins[55],
  - La fontaine située au croisement de la rue du Maréchal-Foch et de la rue Houppach[56],[57],
  - La fontaine rue de la Couronne, rue du Moulin[58].

#### Chapelle-pèlerinage Notre-Dame de Houppach
Édifiée à la fin du XVIIe siècle par un le fils d'un médecin de Louis XIV, devenu ermite sous le nom de Frère Augustin, elle contenait une statue de Vierge noire. Ce premier édifice fut détruit à la Révolution, reconstruit provisoirement, puis sous une forme plus pérenne, et béni en 1807. En 1869, la chapelle fut abattue pour laisser place à un nouveau monument, lequel, en raison de la guerre de 1870-71, ne put être terminé qu'en 1875. La Vierge noire fut détruite en 1880 par un simple d'esprit qui la jeta au feu, puis remplacée par une nouvelle statue issue des Ateliers de Munich. La chapelle bénéficia d'une nouvelle rénovation entre 1985 et 1989. Elle est toujours un lieu de pèlerinage,.

Notre-Dame de Houppach
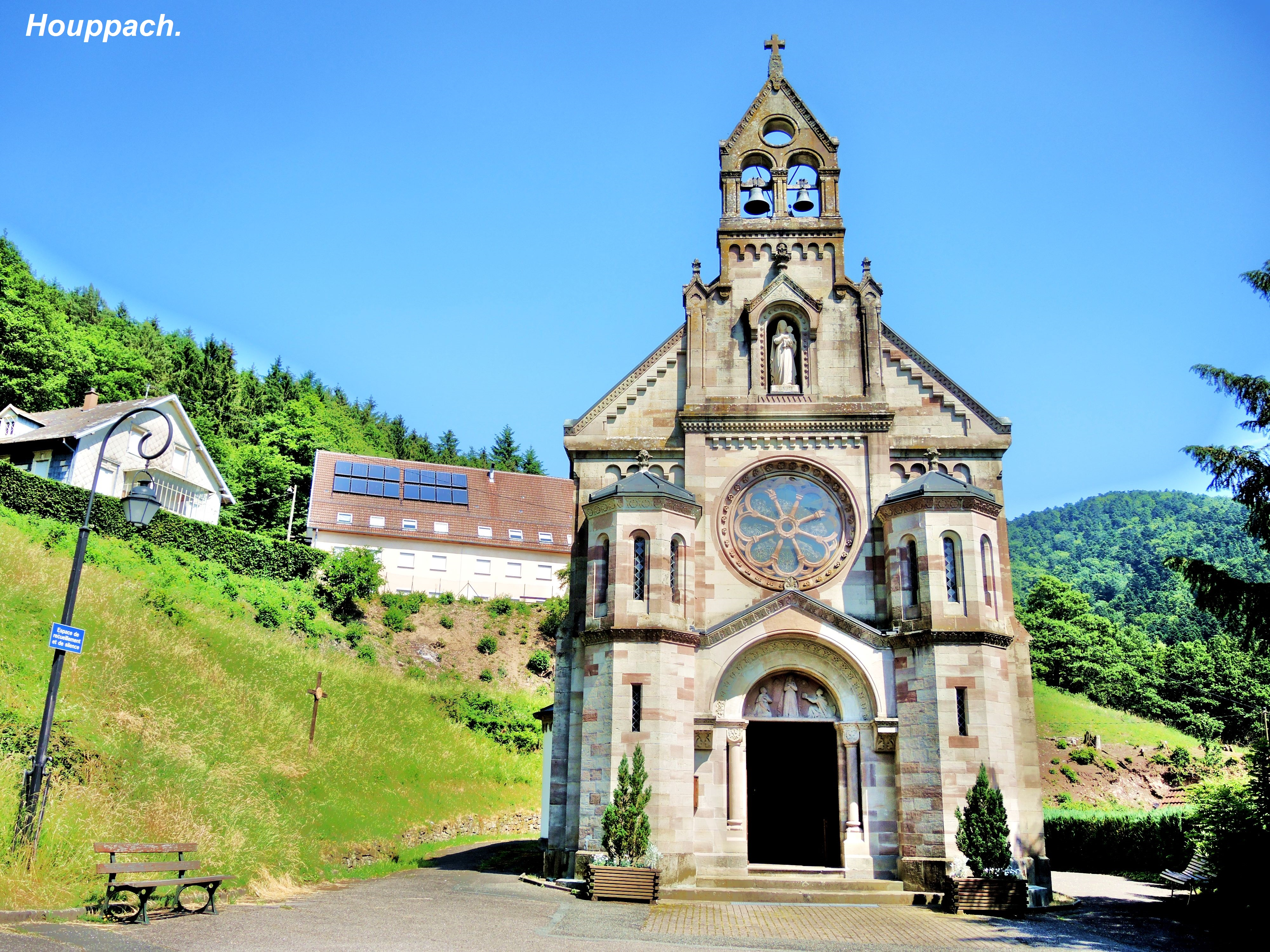
Vue extérieure.
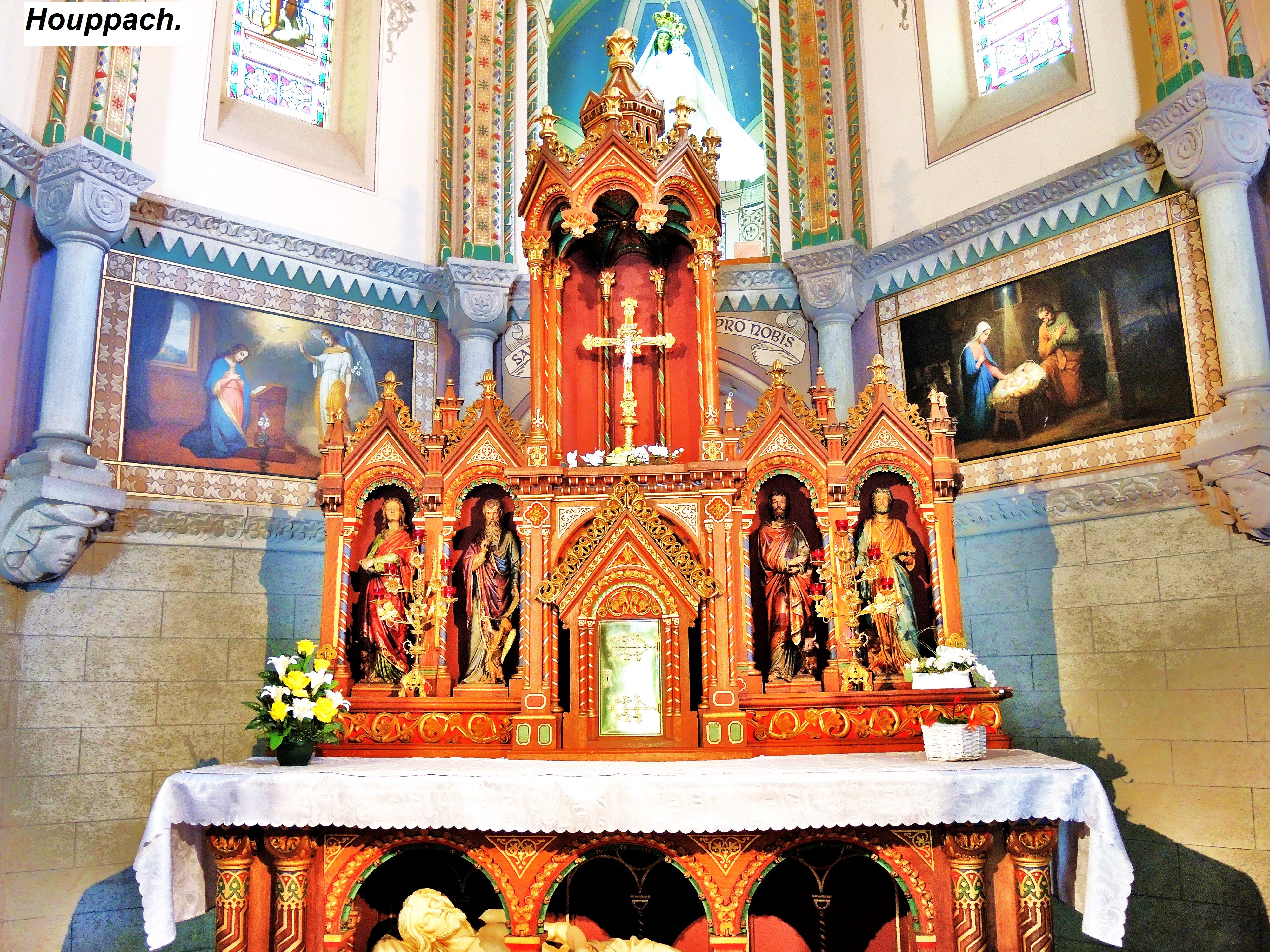
Retable de la chapelle.
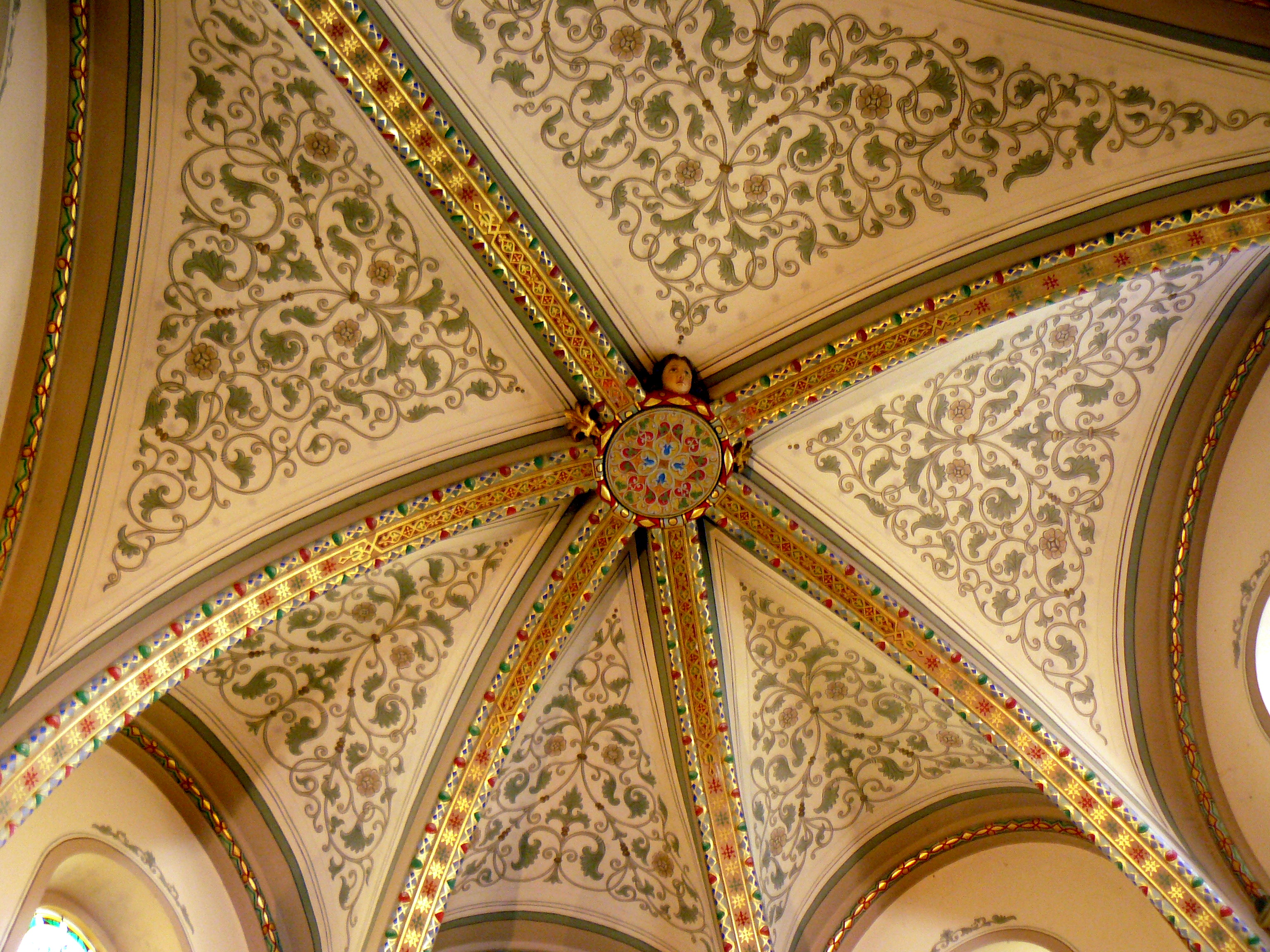
Voûte (restauration : Louis Wiederkehr).

#### Niederbruck
- Ferme-auberge du Bruckenwald, ferme auberge de l'Entzenbach, la Vierge d'Alsace.
- Chapelle Saint-Wendelin[62] et son orgue de 1983[63].
- Statue monumentale de la Vierge à l'Enfant dite Vierge d'Alsace ou à l'Offrande[64],[65].